# Aṣṭādhyāyī
L'Ashtadhyayi (sanscrito; in devanāgarī अष्टाध्यायी, Aṣṭādhyāyī "Gli otto capitoli") è una delle opere più note del grammatico indiano Pāṇini.
L'Aṣṭādhyāyī è una delle prime grammatiche di sanscrito che si conoscano, anche se Pāṇini si riferisca a testi precedenti, come l'Unadisutra (lista di vocaboli irregolari), il Dhatupatha (una lista di circa 2.000 radici verbali), e il Ganapatha (una lista di gruppi di parole alle quali possono essere applicate alcune regole).
All'opera di Panini sono tradizionalmente associati anche gli Shiva, raccolta di quattordici versi che, in brevi passaggi, organizzano i fonemi della lingua sanscrita. Gli argomenti trattati negli otto capitoli dell'Aṣṭādhyāyī, con diversi momenti di interruzione, possono essere riassunti nel seguente schema:
1. termini tecnici e regole di interpretazione,
2. sostantivi nella composizione e relazione tra casi,
3. i principali suffissi

1. i suffissi secondari

1. le parole nelle frasi.

L'opera sulla grammatica sanscrita (Vyākaraṇa) è incentrata sulla formulazione delle regole della morfologia sanscrita ed è il testo fondamentale della branca grammaticale del Vedāṅga, le sei discipline ausiliarie tradizionalmente associate allo studio ed alla comprensione dei Veda.
Bisogna notare che il Vyākaraṇa di Panini non si esaurisce soltanto con l'Ashtadhyayi. Il Vyākaraṇa è infatti chiamato anche panchanga ("dalle cinque membra"), perché era affiancato da altri quattro testi, il Dhatupata, il Ganapatha, il Paribhashas, il Linganushasana. È anche la prima opera conosciuta sulla linguistica descrittiva (o linguistica sincronica) e, insieme all'opera degli immediati predecessori di Pāṇini (Nirukta, Nighantu, Pratishakyas), si pone alla base degli studi di storia della linguistica. La sua teoria sull'analisi morfologica era più avanzata di qualsiasi altra teoria occidentale equivalente prima della metà del XX secolo, e la sua analisi dei sostantivi composti ancora forma la base delle moderne teorie linguistiche sulla composizione, che hanno preso in prestito termini sanscriti come bahuvrihi e dvandva.
L'Ashtdhyayi contiene 3995 aforismi che sono frasi brevi e concise suddivise in otto capitoli (adhyayas) da cui proviene il nome dell'opera; ogni capitolo è poi suddiviso in ulteriori 4 parti (pada). 
Nel 1809, Henry Thomas Colebrooke ne presentò a Calcutta una traduzione inglese.
La fondamentale importanza dell'opera è testimoniata dal Mahābhāshya di Patañjali, monumentale lavoro dedicato alla trattazione della grammatica di Panini. La riflessione grammaticale indiana culminata con l'opera di Panini e di Patañjali giunse così a un livello di analisi fonetica di mirabile perfezione. Anche per questo motivo, Leonard Bloomfield (L. Bloomfield, 1933, p. 11), in una celebre affermazione sottoscritta poi anche da Giorgio Raimondo Cardona (G. Cardona, 1976, p. 243), definì quest'opera "uno dei più grandi monumenti dell'intelligenza umana".

### Edizioni
- (EN)  Böhtlingk, Otto. Panini's Grammatik. 1887, reprint 1998. ISBN 3-87548-198-4.
- (EN)  Katre, Sumitra M. Astadhyayi of Panini. Austin: University of Texas Press, 1987. Reprint Delhi: Motilal Banarsidass, 1989. ISBN 0-292-70394-5.
- (EN) The Ashtadhyayi.(of Pāṇini). Testo in e-book. (Tradotto in lingua inglese da Srisa Chandra Vasu. 1897), da  questo archivio.